# 닉 놀티
니컬러스 킹 "닉" 놀티(Nicholas King "Nick" Nolte, 영어 발음: /ˈnoʊlti/, 1941년 2월 8일 ~ )는 미국의 배우이다. 《사랑과 추억》(1991)으로 1992년 제49회 골든 글로브상 드라마 영화 부문 남우주연상을 수상하고 제64회 아카데미상 남우주연상 후보에 올랐다. 이를 포함하여 아카데미상에 총 세 번 후보 지명되었다.

## 출연 작품

### 영화
- 디프 (1977)
- 48시간 (1982)
  - 48시간 2 (1990)
- 언더 화이어 (1983)
- 끝없는 사랑 (1984)
- 비버리 힐의 낮과 밤 (1986)
- 사랑과 추억 (1991)
- 케이프피어 (1991)
- 로렌조 오일 (1992)
- 사랑의 특종 (1994) - 피터 역
- 대통령의 연인들 (1995)
- 어플릭션 (1997)
- 씬 레드 라인 (1998)
- 클린 (2004)
- 헐크 (2003)
- 호텔 르완다 (2004)
- 헷지 (2006)
- 스파이더위크가의 비밀 (2008)
- 트로픽 썬더 (2008)
- 워리어 (2011) - 페디 콘론 역
- 아서 (2011) - 버트 존슨 역
- A puerta fría (2012)
- 컴퍼니 유 킵 (2012) - 도널 역
- 미워하고 사랑하고 (2013, Hateship, Loveship) - 매콜리 역
- 갱스터 스쿼드 (2013) - 빌 파커 역
- 노아 (2014) - 세미야자 역
- 나를 부르는 숲 (2015)
- 엔젤 해즈 폴른 (2019)
- 최후의 언어 (2020, Last Words)

### 텔레비전
- 야망의 계절 (1976)
- 머니 레이스 (2011-12, Luck) - 월터 스미스 역
- 그레이스포인트 (2014, Gracepoint) - 잭 라인홀드 역
- 만달로리안 (2019)
- 포커 페이스 (2023)